# West Fork River
Der West Fork River ist der 166 km lange linke Quellfluss des Monongahela River im Norden des US-Bundesstaates West Virginia.
Über Monongahela und Ohio River gehört er zum Einzugsgebiet des Mississippi River. Er hat ein sanftes Gefälle und fließt mit einer geringen Geschwindigkeit. Daher ist dieser Fluss sehr beliebt für die Fischerei und wird von Fischen wie Glasaugenbarsch, Kanadischer Zander, Schwarzbarsch, Forellenbarsch, Goldforelle, Flachkopfwels, Regenbogenforelle und Muskellunge bewohnt.
Jackson’s Mill wurde 1800 von Edward Jackson entlang dem Fluss nördlich von Weston gebildet. Sein Enkel, Thomas Jonathan Jackson, verbrachte dort seine Jugend.